# Fay (Somma)
Fay – miejscowość i gmina we Francji, w regionie Hauts-de-France, w departamencie Somma. Nazwa miejscowości oznacza buk (fagus).
Według danych na rok 2011 gminę zamieszkiwało 115 osób, a gęstość zaludnienia wynosiła 29 osób/km² (wśród 2293 gmin Pikardii Fay plasuje się na 923. miejscu pod względem liczby ludności, natomiast pod względem powierzchni na miejscu 978.).